# Syrië op de Olympische Zomerspelen 2024
Syrië nam deel aan de Olympische Zomerspelen 2024 in Parijs, Frankrijk.

## Aantal Deelnemers
Hieronder volgt een overzicht van de atleten die deelnamen aan de Olympische Zomerspelen van 2024.
| Sport         | Mannen | Vrouwen | Totaal |
| ------------- | ------ | ------- | ------ |
| Atletiek      | 0      | 1       | 1      |
| Gewichtheffen | 1      | 0       | 1      |
| Gymnastiek    | 1      | 0       | 1      |
| Judo          | 1      | 0       | 1      |
| Paardensport  | 1      | 0       | 1      |
| Zwemmen       | 1      | 0       | 1      |
| Totaal        | 5      | 1       | 6      |

Naast de officiële vertegenwoordigers van het land namen een aantal Syriërs deel in het vluchtelingenteam op de Olympische Zomerspelen van 2024, waaronder judoka Muna Dahouk en zwemmer Alaa Maso.

## Deelnemers en Resultaten

### Atletiek

#### Loopnummers
Vrouwen
| atleet         | onderdeel | voorronde | voorronde | series         | series         | herkansingen | herkansingen | halve finale   | halve finale   | finale         | finale         |
| atleet         | onderdeel | tijd      | rang      | tijd           | rang           | tijd         | rang         | tijd           | rang           | tijd           | rang           |
| -------------- | --------- | --------- | --------- | -------------- | -------------- | ------------ | ------------ | -------------- | -------------- | -------------- | -------------- |
| Alisar Youssef | 100 m     | 12,93 PB  | 8         | niet geplaatst | niet geplaatst | n.v.t.       | n.v.t.       | niet geplaatst | niet geplaatst | niet geplaatst | niet geplaatst |

### Gewichtheffen
Mannen
| atleet    | onderdeel | trekken | trekken | stoten | stoten | totaal | rang |
| atleet    | onderdeel | score   | rang    | score  | rang   | totaal | rang |
| --------- | --------- | ------- | ------- | ------ | ------ | ------ | ---- |
| Man Asaad | +102 kg   | 197     | 5       | 241    | 5      | 438    | 5    |

### Gymnastiek

#### Turnen
Mannen
| atleet      | onderdeel | kwalificatie | kwalificatie | kwalificatie | kwalificatie | kwalificatie | kwalificatie | kwalificatie | kwalificatie | finale         | finale         | finale         | finale         | finale         | finale         | finale         | finale         |
| atleet      | onderdeel | toestel      | toestel      | toestel      | toestel      | toestel      | toestel      | totaal       | positie      | toestel        | toestel        | toestel        | toestel        | toestel        | toestel        | totaal         | positie        |
| atleet      | onderdeel | vloer        | voltige      | ringen       | sprong       | brug         | rekstok      | totaal       | positie      | vloer          | voltige        | ringen         | sprong         | brug           | rekstok        | totaal         | positie        |
| ----------- | --------- | ------------ | ------------ | ------------ | ------------ | ------------ | ------------ | ------------ | ------------ | -------------- | -------------- | -------------- | -------------- | -------------- | -------------- | -------------- | -------------- |
| Lais Najjar | meerkamp  | 13,266       | -            | -            | 13,900       | 13,833       | 12,400       | -            | -            | niet geplaatst | niet geplaatst | niet geplaatst | niet geplaatst | niet geplaatst | niet geplaatst | niet geplaatst | niet geplaatst |

### Judo
Mannen
| atleet      | onderdeel | eerste ronde         | tweede ronde         | kwartfinale          | halve finale         | herkansing           | finale / BM          | finale / BM    |
| atleet      | onderdeel | tegenstander uitslag | tegenstander uitslag | tegenstander uitslag | tegenstander uitslag | tegenstander uitslag | tegenstander uitslag | rang           |
| ----------- | --------- | -------------------- | -------------------- | -------------------- | -------------------- | -------------------- | -------------------- | -------------- |
| Hasan Bayan | −73 kg    | Gassner V 00 - 10    | niet geplaatst       | niet geplaatst       | niet geplaatst       | niet geplaatst       | niet geplaatst       | niet geplaatst |

### Paardensport

#### Jumping
| ruiter      | paard              | onderdeel   | kwalificatie  | kwalificatie  | kwalificatie  | finale         | finale         | finale         |
| ruiter      | paard              | onderdeel   | strafpunten   | tijd          | rang          | strafpunten    | tijd           | rang           |
| ----------- | ------------------ | ----------- | ------------- | ------------- | ------------- | -------------- | -------------- | -------------- |
| Amre Hamcho | Vagabon Des Forets | individueel | terugtrekking | terugtrekking | terugtrekking | niet geplaatst | niet geplaatst | niet geplaatst |

### Zwemmen
Mannen
| atleet     | onderdeel        | series  | series | halve finale   | halve finale   | finale         | finale         |
| atleet     | onderdeel        | tijd    | rang   | tijd           | rang           | tijd           | rang           |
| ---------- | ---------------- | ------- | ------ | -------------- | -------------- | -------------- | -------------- |
| Omar Abbas | 200 m vrije slag | 1.53,01 | 24     | niet geplaatst | niet geplaatst | niet geplaatst | niet geplaatst |